# 卢梅扎内足球俱乐部
卢梅扎内足球俱乐部（義大利語：Associazione Calcio Lumezzane）是一家位于意大利伦巴第大区卢梅扎内的一家足球俱乐部。

## 历史
俱乐部建于1948年。
2007年至2008年意大利足球丙二级联赛中，卢梅扎内队获得了A组第4名，从而进入升级附加赛。球队在半决赛以总比分2–1打败了赛季季军Rodengo Saiano。决赛他们面对的是第5名的Mezzocorona，虽然总比分是0–0，但是由于卢梅扎内队的排名高于Mezzocorona，球队得以晋级，升入意大利足球丙一级联赛。2009年11月26日，卢梅扎内队在意大利杯中击败了意甲球队亚特兰大，创下了俱乐部历史上一个巨大的胜利。
在曾效力于本俱乐部的球员中，最著名的当属马里奥·巴洛特利。他在2001年至2006年间在球队效力，后来加盟国际米兰和曼城，并入选了意大利国家足球队。

## 著名球员
- 曼努埃爾·貝萊里（1993-1999）
- （1996-1996）
- 克里斯蒂安·布罗基（1997-1998）
- （1998-2000）
- 马里奥·巴洛特利（2001-2006）
- 亞歷山德羅·馬特里（2005-2006）